# Rationalisabilité
En théorie des jeux, la rationalisabilité ou un équilibre rationalisable désigne un concept de solution qui généralise l'équilibre de Nash. Il s'agit d'imposer les contraintes les plus faibles possibles à des joueurs parfaitement rationnels. Ce concept fut découvert indépendamment par Bernheim (1984) et par Pearce (1984).

## Contraintes sur les croyances
Considérons un simple jeu coopératif, dont la matrice des paiements est donnée à droite.
La joueuse Ligne peut jouer a si elle peut raisonnablement penser que le joueur Colonne peut jouer A, puisque a est la meilleure réponse à A. Et elle peut raisonnablement penser que le joueur Colonne peut jouer A s'il est raisonnable pour Colonne de penser que Ligne peut jouer a. Etc. 
|   | C    | D    |
| c | 2, 2 | 0, 3 |
| b | 3, 0 | 1, 1 |

Ceci fournit une chaîne infinie de croyances cohérentes qui peut amener les joueurs à jouer (a,A). Le résultat (a,A) constitue donc un équilibre rationalisable. Un raisonnement similaire peut être tenu pour (b, B).  
Toutes les stratégies d'un jeu ne sont pas rationalisables. Considérons le dilemme du prisonnier (ci-contre). La joueuse Ligne ne peut pas raisonnablement jouer c, car c n'est meilleure réponse à aucune stratégie du joueur Colonne. Plus généralement, toute stratégie strictement dominée ne peut pas faire partie d'un équilibre rationalisable, puisqu'il n'est pas rationnel pour l'autre joueur de croire que son adversaire va jouer une stratégie strictement dominée. 
Réciproquement, pour les jeux à deux joueurs, l'ensemble des stratégies rationalisables peut être décrit récursivement par élimination des stratégies strictement dominées.
Dans les jeux à plus de deux joueurs cependant, il peut exister des stratégies qui ne sont pas strictement dominées mais qui ne sont cependant meilleure réponse dans aucun cas de figure. En éliminant récursivement toutes ces stratégies, il est possible de déterminer l'ensemble des stratégies rationalisables pour un jeu à plus de deux joueurs.

## Rationalisabilité et équilibre de Nash
On peut aisément prouver que tout équilibre de Nash est un équilibre rationalisable. Toutefois, la réciproque est fausse, certains équilibres rationalisables n'étant pas des équilibres de Nash. Le concept d'équilibre rationalisable constitue donc une généralisation du concept d'équilibre de Nash. 
Prenons comme exemple le jeu Pair ou impair représenté ci-contre. Dans ce jeu, le seul équilibre de Nash est un équilibre en stratégies mixtes, Ligne jouant i et p avec probabilité 1/2 chacun et Colonne jouant I et P avec probabilité 1/2 chacun. En effet, si par exemple Ligne joue plus souvent p que i, alors Colonne a intérêt à modifier sa stratégie et à jouer systématiquement I.
Cependant, toutes les stratégies pures de ce jeu sont rationalisables. 
En effet, Ligne peut jouer i s'il est raisonnable pour elle de croire que Colonne peut jouer I. Colonne peut jouer I s'il est raisonnable pour lui de croire que Ligne peut jouer p. Ligne peut jouer p s'il est raisonnable pour elle de croire que Colonne peut jouer P. Colonne peut jouer P s'il est raisonnable pour lui de croire que Ligne peut jouer i. On revient alors au début du raisonnement.
Il en découle donc un enchaînement infini de croyances cohérentes permettant de justifier que Ligne joue i. Mais  un même argument peut justifier que Ligne joue p.